# Revaz Gabitjvadze
Revaz Gabitjvadze (georgisk: რევაზ გაბიჩვაძე ; født 11. juni 1913 i Tbilisi i Det Russiske Kejserrige i det nuværende Georgien, død 9. juni 1999 samme sted) var en georgisk/sovjetisk komponist og lærer.
Gabitjvadze studerede komposition på Musikkonservatoriet i Tbilisi. Han studerede senere videre hos Boris Arapov (russisk: Бори́с Алекса́ндрович Ара́пов). Han skrev 9 symfonier, sinfonietta, 4 kammersymfonier, orkesterværker, operetter, balletmusik, sange, filmmusik, etc.
Gabitjvadze var lærer i komposition på Musikkonservatoriet i Tbilisi i over 40 år. Han hører til Georgiens ledende komponister.

## Udvalgte værker
- Symfoni nr. 1 (1963) - for klaver, pauker og strygeorkester
- Symfoni nr. 2 (1966) - for orkester
- Symfoni nr. 3 "Rostokskaja" (1972) - for orkester
- Symfoni nr. 4 Til minde om "Sjostakovitj" (1976) - for strygeorkester
- Symfoni nr. 5 (1980) - for orkester
- Symfoni nr. 6 (1980) - for orkester
- Symfoni nr. 7 (1980) - for orkester
- Symfoni nr. 8 (1980) - for orkester
- Symfoni nr. 9 (19?) - for orkester
- Kammersymfoni nr. 1 (1965) - for 9 instrumenter
- Kammersymfoni nr. 2 (1968) - for kammerorkester
- Kammersymfoni nr. 3 "9 variationer" (1970) - for nonet
- Kammersymfoni nr. 4 (19?) - for kammerorkester